# Echiniscus ehrenbergi
Echiniscus ehrenbergi är en djurart som tillhör fylumet trögkrypare, och som beskrevs av Hieronymus Dastych och Kristensen 1995. Echiniscus ehrenbergi ingår i släktet Echiniscus och familjen Echiniscidae. Inga underarter finns listade i Catalogue of Life.